# هانا آغا
هانا آغا (بالنرويجية: Hanne Aga)‏ (28 مارس 1947 في النرويج - 17 مارس 2019 في النرويج)؛ كاتِبة وشاعرة نرويجية.